# MHealth

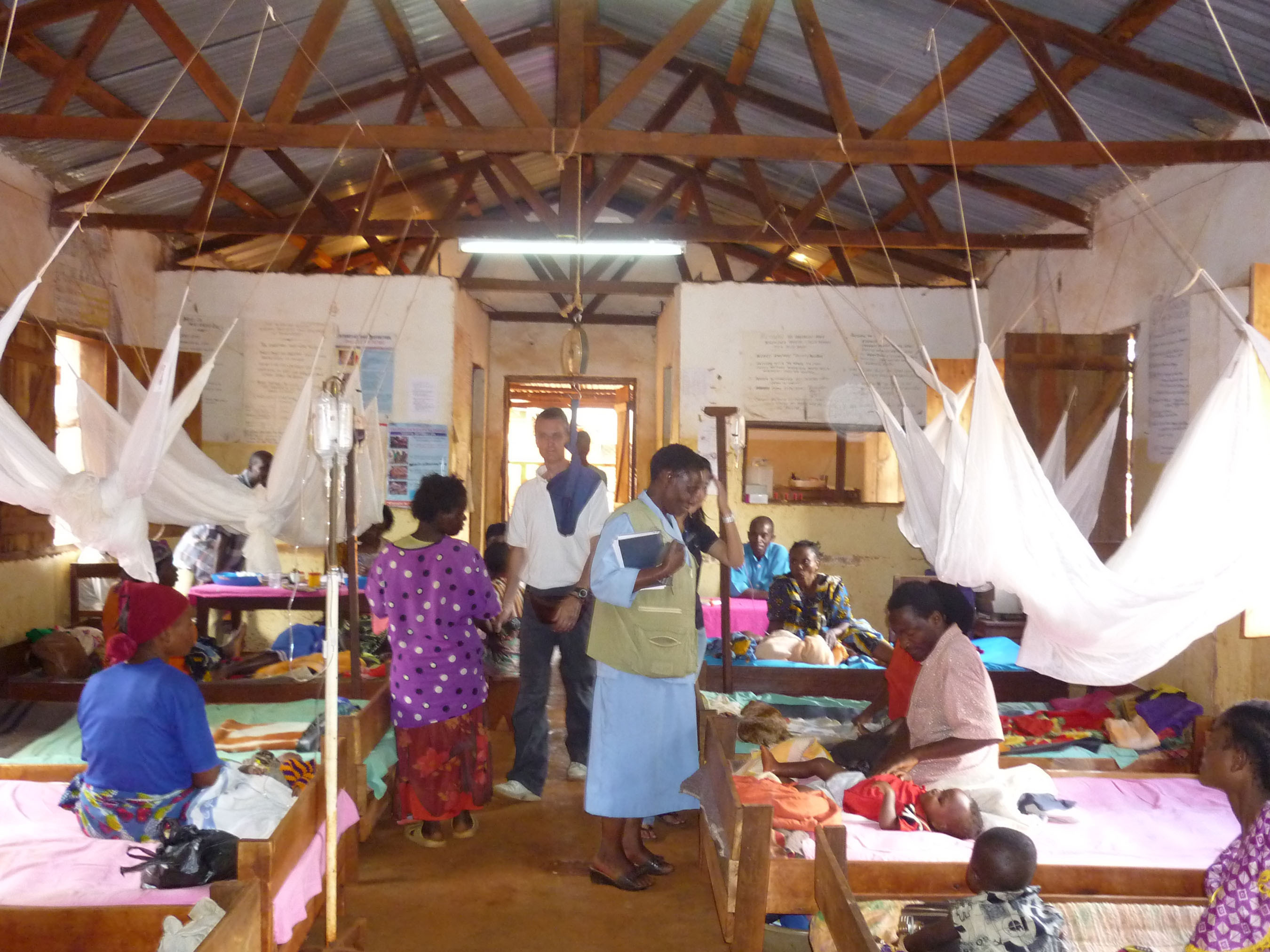
Une clinique spécialisée dans la lutte contre le paludisme en Tanzanie bénéficie de l'aide du programme SMS for Life, qui utilise les téléphones portables pour administrer efficacement le vaccin contre le paludisme.

La mHealth (également appelée m-health ou mhealth) est l'abréviation et l'anglicisme de santé mobile, un terme utilisé pour désigner la pratique de la médecine et de la santé publique à l'aide d'appareils mobiles. Robert Istepanian, un scientifique et technologue britannique, professeur à la faculté de médecine est reconnu comme le premier scientifique à avoir inventé l'expression de « MHealth ». Le terme est le plus souvent utilisé en référence à l'utilisation d'appareils de communication mobiles, tels que les téléphones mobiles, les tablettes électroniques et les assistants numériques personnels (PDA), et d'appareils portables tels que les montres intelligentes, pour les services de santé, l'information et la collecte de données. Le domaine de la mHealth est apparu comme un sous-segment de la E-santé, c'est-à-dire l'utilisation des technologies de l'information et de la communication (TIC), telles que les ordinateurs, les téléphones mobiles, les satellites de communication, les moniteurs de surveillance des patients, etc., pour les services et les informations de santé. Les applications de la mHealth comprennent l'utilisation d'appareils mobiles pour la collecte de données sur la santé communautaire et clinique, la fourniture/le partage d'informations sur les soins de santé pour les praticiens, les chercheurs et les patients, la surveillance en temps réel des signes vitaux des patients, la fourniture directe de soins (via la télémédecine mobile) ainsi que la formation et la collaboration des travailleurs de la santé,.
Alors que la santé mobile a des applications dans les pays industrialisés, le domaine est apparu ces dernières années comme une application essentiellement destinée aux pays en développement, en raison de l'augmentation rapide de la pénétration des téléphones mobiles dans les pays à faible revenu. Dans l'espace de la mHealth, les projets poursuivent divers objectifs, notamment l'amélioration de l'accès aux soins de santé et aux informations liées à la santé (en particulier pour les populations difficiles à atteindre), l'amélioration de la capacité à diagnostiquer et à suivre les maladies, l'obtention d'informations de santé publique plus rapides et plus exploitables, et l'élargissement de l'accès à l'éducation et à la formation médicale continue pour les travailleurs de la santé,.